# Witte stropharia
De witte stropharia (Stropharia melanosperma) is een schimmel die behoort tot de familie Strophariaceae. Hij leeft als saprobioot en groeit op strooisel en humus. Hij heeft de voorkeur voor gebieden met een hoog stikstofgehalte op weiden, in parkgazons en soortgelijke grasachtige locaties. Vruchtlichamen worden gevormd van de lente tot de herfst.

## Kenmerken

### Uiterlijke kenmerken
Hoed
De hoed is 2 tot 5 cm in diameter. De vorm is aanvankelijk bol, dan breed klokvormig, uiteindelijk bijna plat. Het oppervlak is kleverig, kaal of fijn vezelig, witachtig met een zeer lichtgeel centrum, soms licht strogeel. De scherpe en gladde rand van de hoed is lang naar beneden gebogen.
Lamellen
De brede, jonge witachtige lamellen worden grijsviolet als de sporen rijp zijn, ze zijn violetzwart als ze ouder zijn. Ze zijn nauw aan de steel gehecht en smal. Vaak met tussenlamellen.
Steel
De steel is ongeveer 3,5 tot 7 cm lang en 5 tot 8 mm dik. De vorm is cilindrisch met een licht gezwollen basis. Hij is stijf en broos, het oppervlak is wit en fijn gepoederd wit boven de hangende vliezige ring. De ring is wit als hij jong is. Ring hoog geplaatst, op zijn gegroefde bovenoppervlak stapelen zich grijspaarse sporen op. Witachtig mycelium aan de basis. 
Vlees
Het vlees is wit van kleur en verandert niet van kleur bij kneuzing. Geur zwak of koolteerachtig. 

### Microscopische kenmerken
Sporen
De sporen worden bruin naarmate de leeftijd vordert. Sporen 10–13 × 6–7,5 µm, min of meer ellipsoïde, met aan één uiteinde een beetje afgeknot door een porie met een diameter van 1 tot 1,5 µm; glad, geelbruin in KOH, dikwandig. 4-sterigma basidia. Cheilocystidia van het chrysocystidia-type, talrijk, 30–40 × 5–10 µm; breed spoelvormig, glazig in KOH, dunwandig, vaak met geelachtige brekende insluitsels. Pleurocystidia ook van het chrysocystidia-type, diffuus, vergelijkbaar met cheilocystidia. Parallelle lamellen trama. Cuticula hyfen in KOH, glasachtig, samengesteld uit elementen van 2,5 tot 7,5 µm breed, glad.

## Verspreiding
De witte stropharia komt voor in Europa en Noord-Amerika. In Europa wordt hij gevonden in Italië, Nederland, België, Groot-Brittannië, Zwitserland, Hongarije en Duitsland, en gaat in noordoostelijke richting naar Estland en in oostelijke richting naar Wit-Rusland. In Nederland komt hij zeldzaam voor. Hij staat op de rode lijst in de categorie 'Ernstig Bedreigd'.

## Taxonomie
Dit taxon werd in 1793 voor het eerst beschreven door Jean Baptiste François Bulliard en noemde het Agaricus melanospermus. De huidige naam, erkend door de Index Fungorum, werd er in 1878 aan gegeven door Claude-Casimir Gillet.